# Nagaoka (cráter)

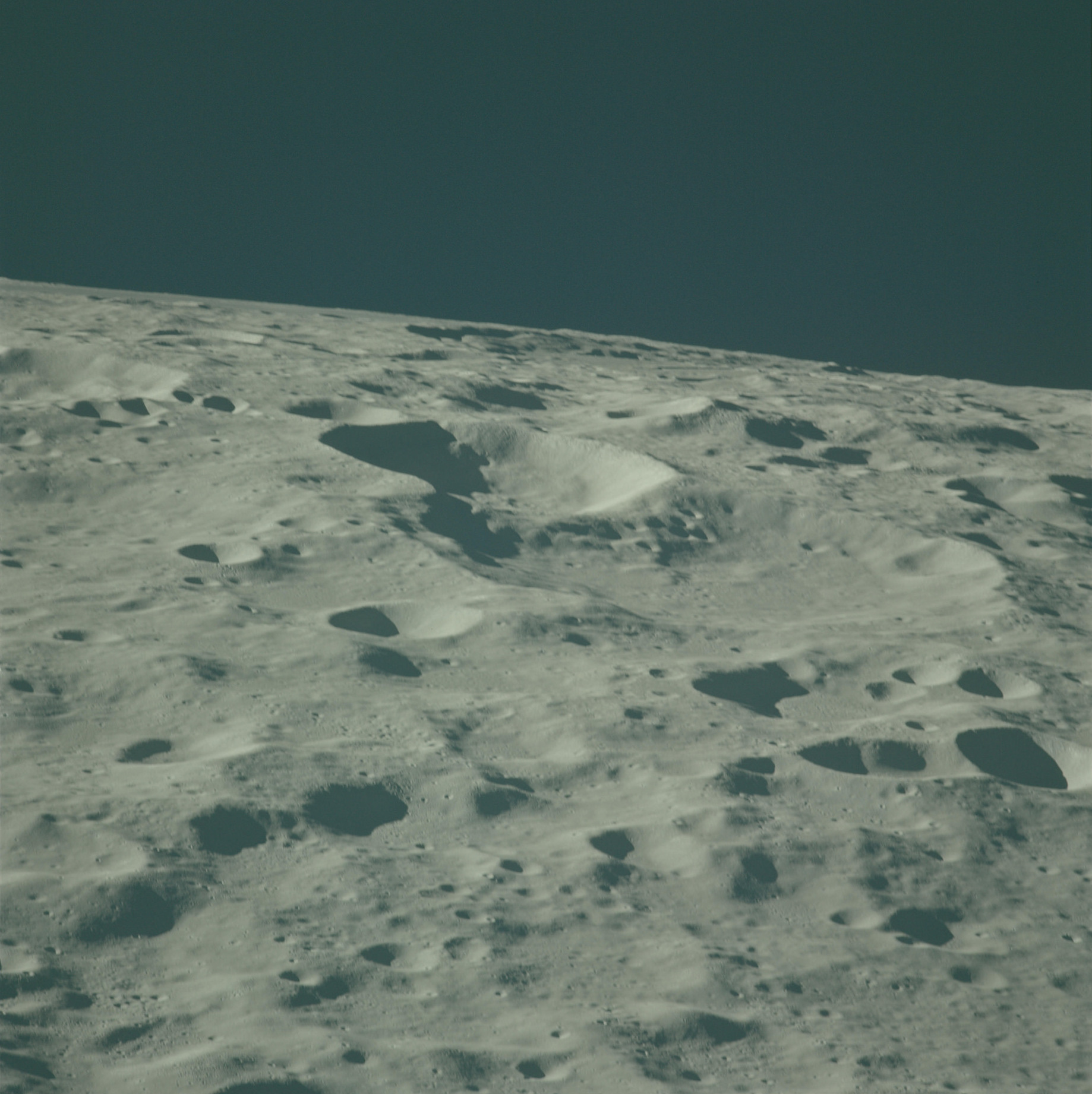
Fotografía de la misión Apolo 16

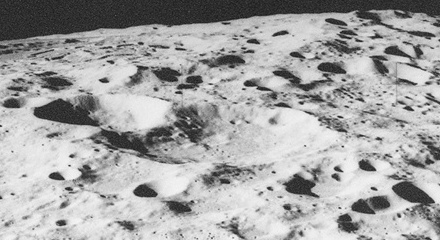
Fotografía de la misión Apolo 16

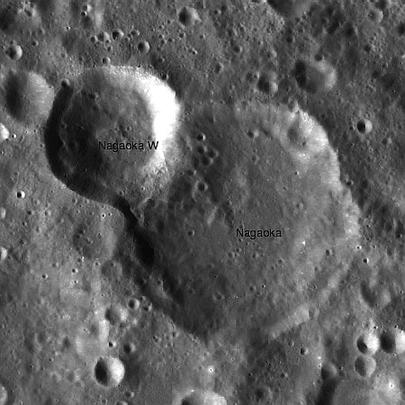
Fotografía de la misión Lunar Reconnaissance Orbiter

Nagaoka es un cráter de impacto que se encuentra al sureste del Mare Moscoviense, en la cara oculta de la Luna. Al este de Nagaoka se halla el algo más grande cráter Konstantinov.
|  |

Es una formación moderadamente erosionada, con el cráter satélite Nagaoka W superpuesto al borde noroeste. El resto del brocal permanece bien definido, aunque está cubierto por varios pequeños cráteres. La pared interior se ha desplomado en algunos lugares, formando estantes aterrazados. Algunos pequeños impactos se sitúan dentro del interior del cráter.

## Cráteres satélite
Por convención estos elementos son identificados en los mapas lunares poniendo la letra en el lado del punto medio del cráter que está más cercano a Nagaoka.
|         | \| Nagaoka \| Coordenadas \| Diámetro \| \| ------- \| ------------------------------ \| -------- \| \| U \| 19°54′N 151°24′E / 19.9, 151.4 \| 30 km \| \| W \| 20°00′N 153°00′E / 20.0, 153.0 \| 29 km \| |          |
| Nagaoka | Coordenadas | Diámetro |
| U       | 19°54′N 151°24′E / 19.9, 151.4 | 30 km    |
| W       | 20°00′N 153°00′E / 20.0, 153.0 | 29 km    |